# Sharp Dressed Man
"Sharp Dressed Man" je skladba americké rockové skupiny ZZ Top z jejich alba Eliminator vydaného v roce 1983. Skladba byla produkována manažerem skupiny Billem Hamem a nahrávaná a mixovaná Terry Manningem. Předprodukční zvukař Linden Hudson se podílel na prvních verzích skladby.
Skladba se dočkala mnoha coververzí i parodií.

## Pozice v žebříčcích
| Žebříček (1983)                       | Vrcholová pozice |
| ------------------------------------- | ---------------- |
| UK Singles Chart                      | 22               |
| U.S. Billboard Hot 100                | 56               |
| U.S. Billboard Mainstream Rock Tracks | 2                |

## Sestava
- Billy Gibbons – Zpěv, sólová kytara, rytmická kytara
- Dusty Hill – basová kytara, doprovodný zpěv
- Frank Beard – bicí